# Saison 3 de Dead Zone
Chronologie
Saison 2 Saison 4
Cet article présente le guide de la troisième saison du feuilleton télévisé Dead Zone.

## Diffusion
Aux États-Unis, elle a été diffusée entre le 6 juin 2004 et le 22 août 2004 sur USA Network.
En France, elle a été diffusée entre le 5 février 2005 et le 9 avril 2005 sur M6.

## Épisodes

### Épisode 1:Disparu:1repartie
- États-Unis : 6 juin 2004[1]
- France : 5 février 2005 sur M6

### Épisode 2:Disparu:2epartie
- États-Unis : 13 juin 2004
- France : 5 février 2005 sur M6

### Épisode 3:Collisions
- États-Unis : 20 juin 2004
- France : 5 février 2005 sur M6

### Épisode 4:En direct
- États-Unis : 27 juin 2004
- France : 12 février 2005 sur M6

Jack Jericho est un présentateur de radio qui n'hésite pas à se moquer de tout le monde, principalement de Johnny depuis qu'il a été accusé du meurtre de Rachel.

### Épisode 5:Traqué
- États-Unis : 4 juillet 2004
- France : 19 février 2005 sur M6

### Épisode 6:Réminiscence
- États-Unis : 18 juillet 2004
- France : 26 février 2005 sur M6

### Épisode 7:Les Jumeaux
- États-Unis : 25 juillet 2004
- France : 5 mars 2005 sur M6

### Épisode 8:Par amour
- États-Unis : 1er août 2004
- France : 12 mars 2005 sur M6

### Épisode 9:Dérapages
- États-Unis : 8 août 2004
- France : 19 mars 2005 sur M6

### Épisode 10:L'Instinct
- États-Unis : 15 août 2004
- France : 26 mars 2005 sur M6

### Épisode 11:Confiance
- États-Unis : 22 août 2004
- France : 2 avril 2005 sur M6

### Épisode 12:Le Sacrifice
- États-Unis : 22 août 2004
- France : 9 avril 2005 sur M6